# Barrow Nook
Barrow Nook – osada w Anglii, w hrabstwie Lancashire, w dystrykcie West Lancashire. Leży 41 km na zachód od miasta Manchester i 289 km na północny zachód od Londynu.